# James Edward Abbe
James Edward Abbe (Alfred, 17 luglio 1883 – San Francisco, 1º novembre 1973) è stato un fotografo statunitense.
Nativo del Maine, autodidatta, divenne celebre agli inizi del ventesimo secolo come ritrattista
. A Parigi dal 1920, lavorò come fotoreporter di importanti avvenimenti politici fino al 1937.
Nelle sue fotografie ha sempre mostrato cure particolari nella scelta dell'immagine dei soggetti, i suoi lavori sono apparsi su Vogue e Harper's Bazaar.

## Galleria d'immagini

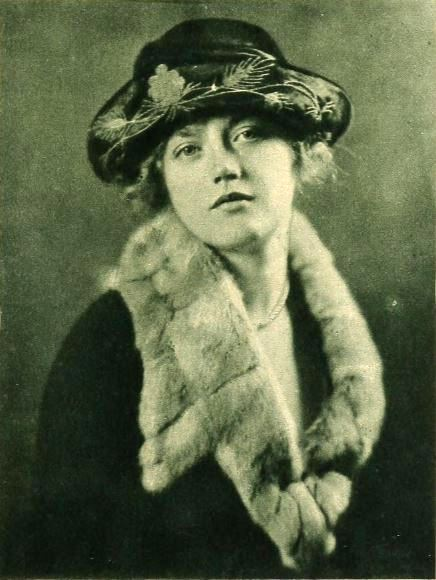
Marion Davies (1919)
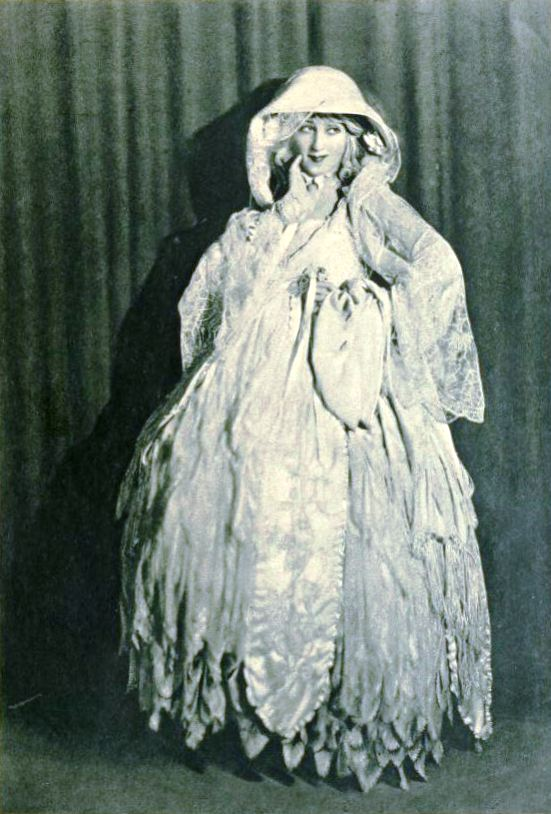
Bessie McCoy (1919)
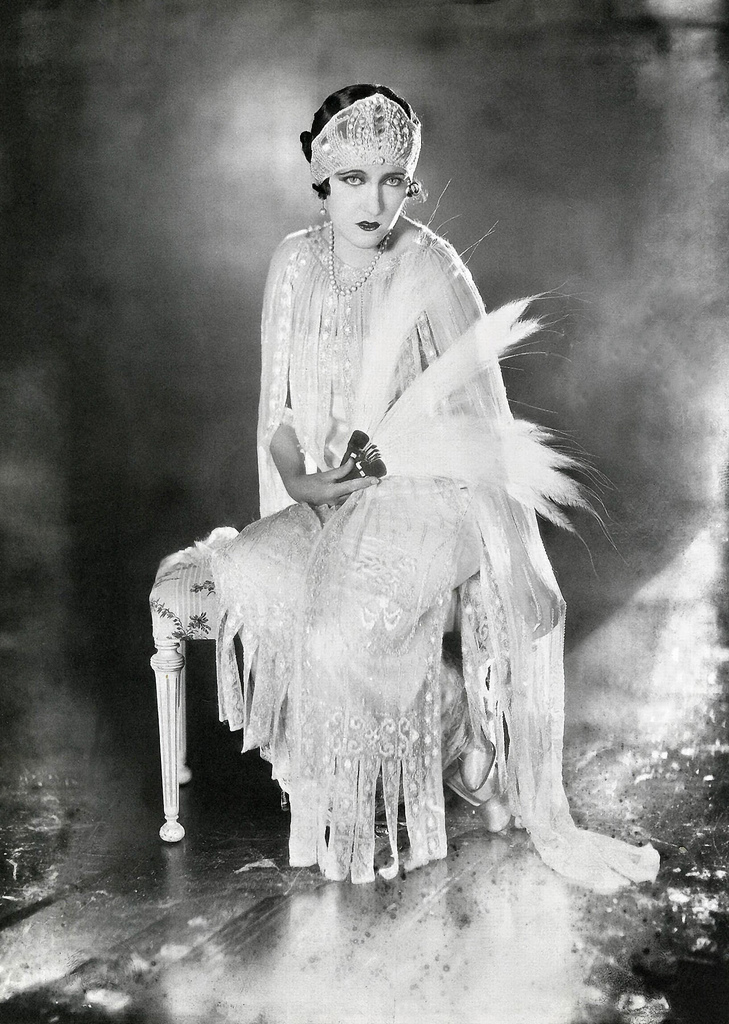
Gloria Swanson (1921)
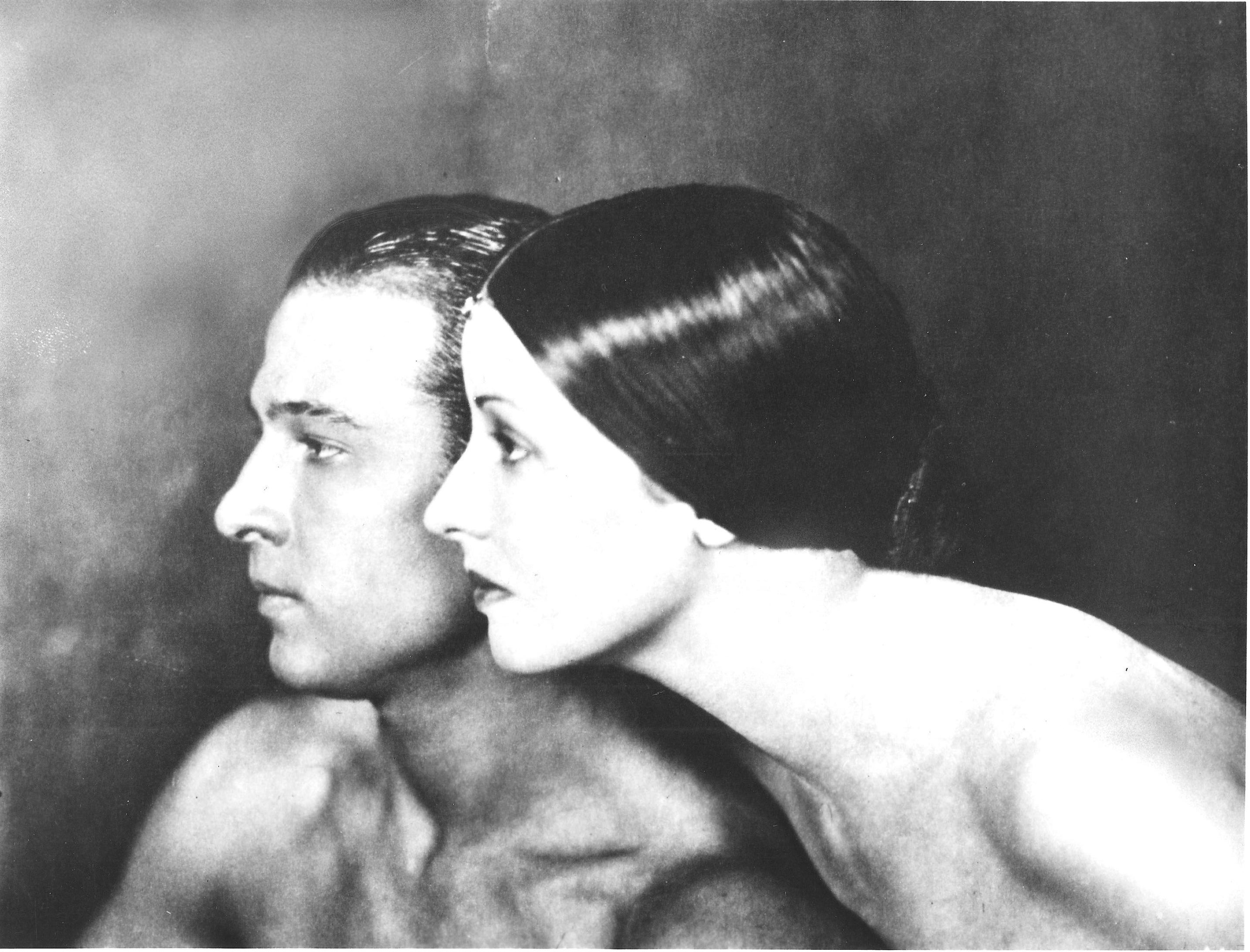
Rodolfo Valentino e Natacha Rambova (1921)
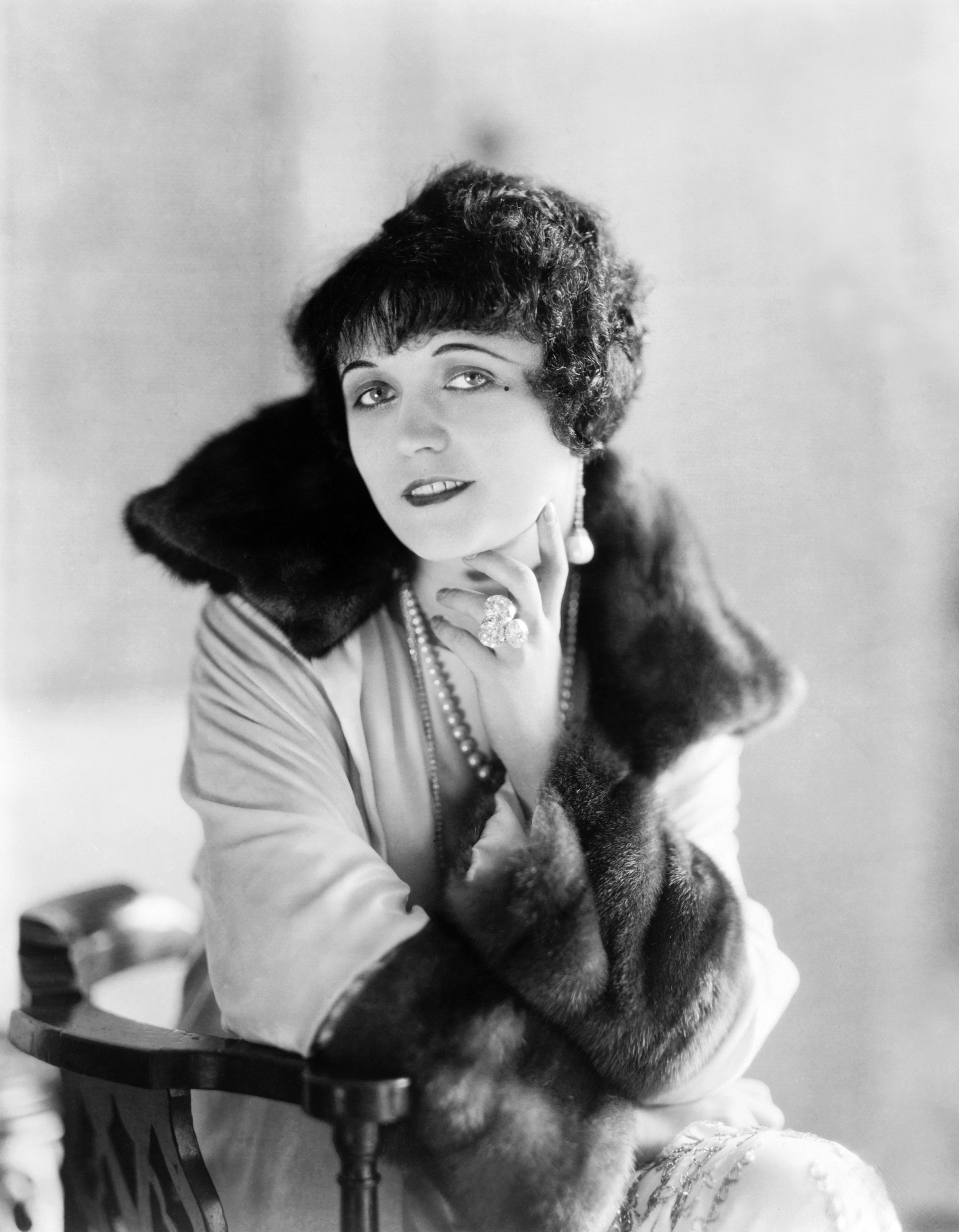
Pola Negri (1921)
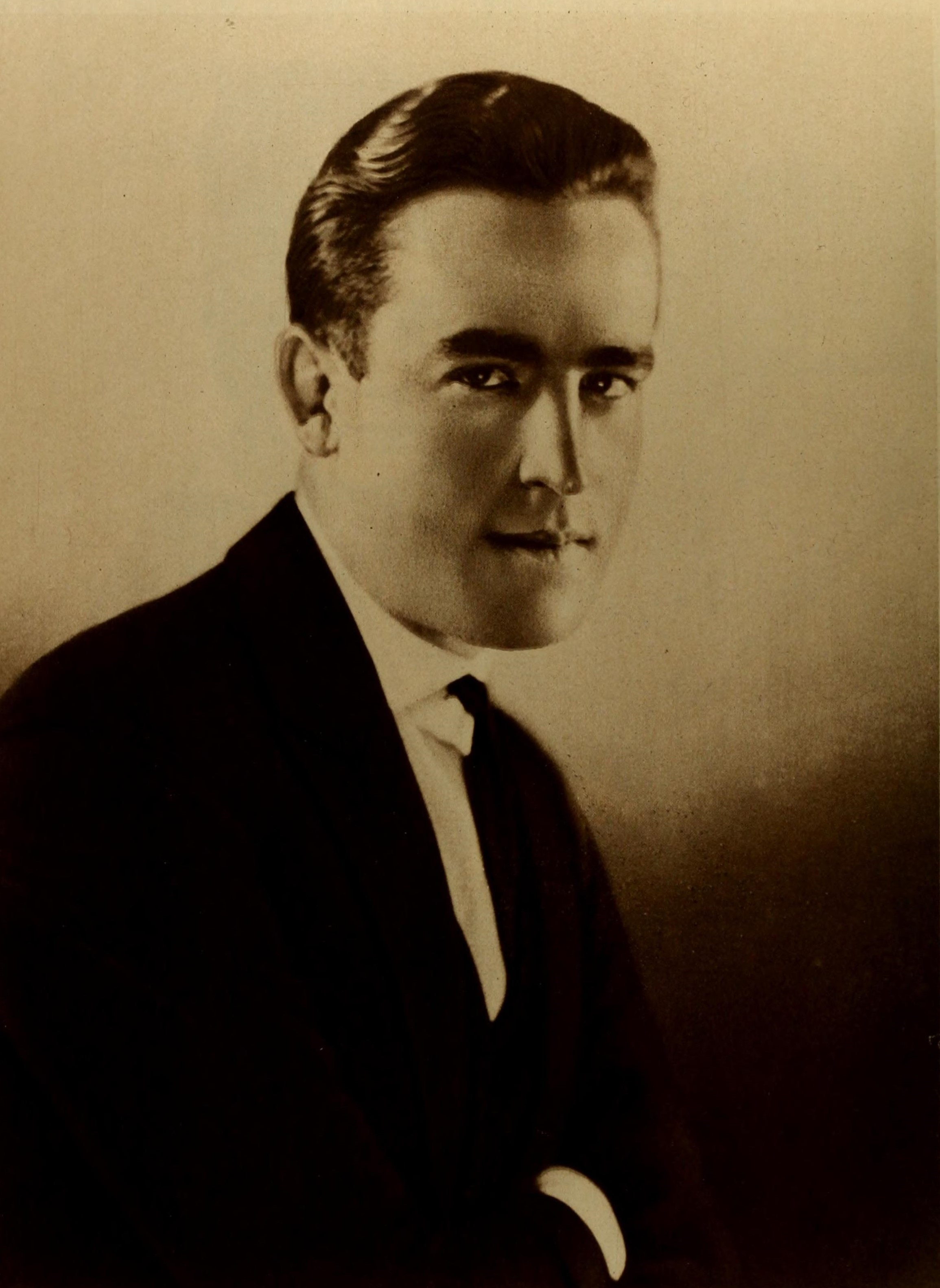
Harold Lloyd Jul (1922)
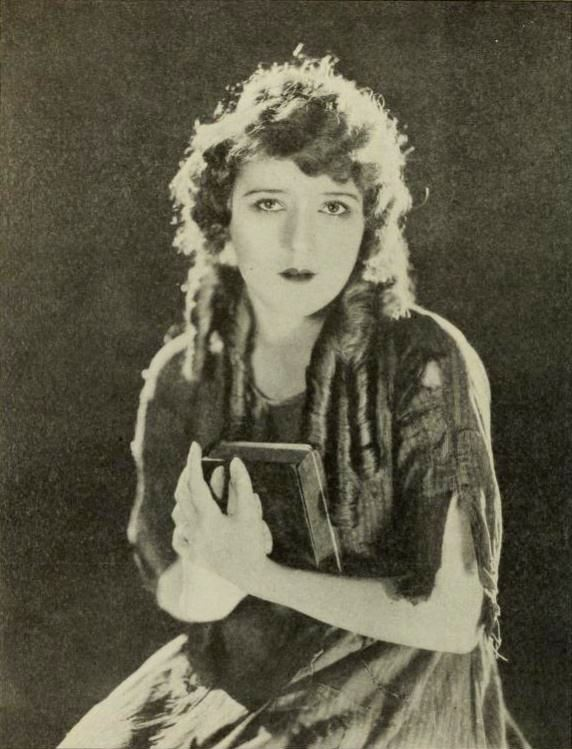
Mary Pickford (1922)
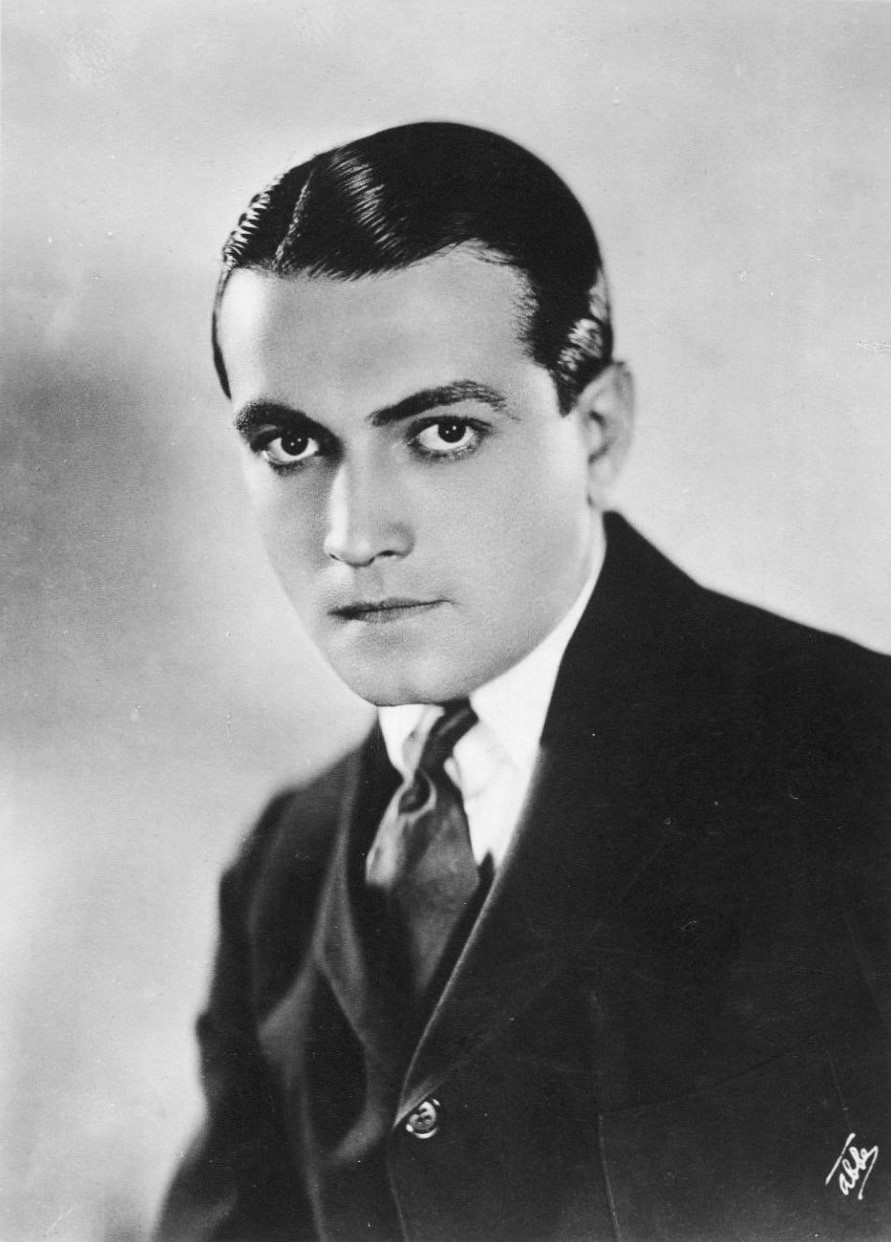
Richard Barthelmess (1923)